# Monobloc (szék)

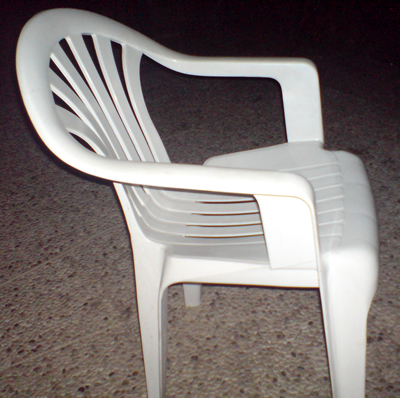
Egy Monobloc szék

 A Monobloc egy pehelysúlyú, egymásba rakható polipropilén szék, amit sokszor a világ leggyakoribb műanyag székeként is jellemeznek.
Az eredeti terveket az olasz dizájner, Vico Magistretti készítette 1967-ben, majd több változata is gyártásba került az 1970-es években az Allibert Group és a Grossiflex Group által. Azóta több millió darabot gyártottak különböző országokban, mint például Oroszország, Tajvan, Ausztrália, Mexikó, Egyesült Államok, Olaszország, Franciaország, Marokkó, Törökország, Izrael és Kína. Az eredeti ötletnek több dizájn variációja is létezik.
A Monobloc elnevezés a szék gyártásának módszeréből ered. Fröccsöntéssel készítik termoplaszt polipropilénből: a műanyag granulátumot 220 Celsius-fokra melegítik, majd az öntőformába öntik. A székek előállítása 3 USA dollárba kerül, így az egész világon megfizethető áron tudják forgalmazni.
A társadalomkutató Ethan Zuckerman szerint a Monobloc székeknek globális jelenlétet sikerült elérniük:

A Monobloc azon kevés tárgyak közé tartozik, amiknek sikerült minden kontextustól megszabadulniuk. Egy fehér műanyag szék jelenléte egy fotón semmilyen segítséget nem ad a fotó elkészülésének helyére, vagy időpontjára.

## Fordítás
Ez a szócikk részben vagy egészben  a   Monobloc (chair) című angol Wikipédia-szócikk fordításán alapul.  Az eredeti cikk szerkesztőit annak laptörténete sorolja fel. Ez a jelzés csupán a megfogalmazás eredetét és a szerzői jogokat jelzi, nem szolgál a cikkben szereplő információk forrásmegjelöléseként.

## Külső hivatkozások
- Designboom - History of the Monobloc
- Plastikstuhl - blog dedicated to Monobloc Chairs
- plasticchair.org – blog aiming to gather a monobloc plastic chair picture from every country